# Kiemertshofen

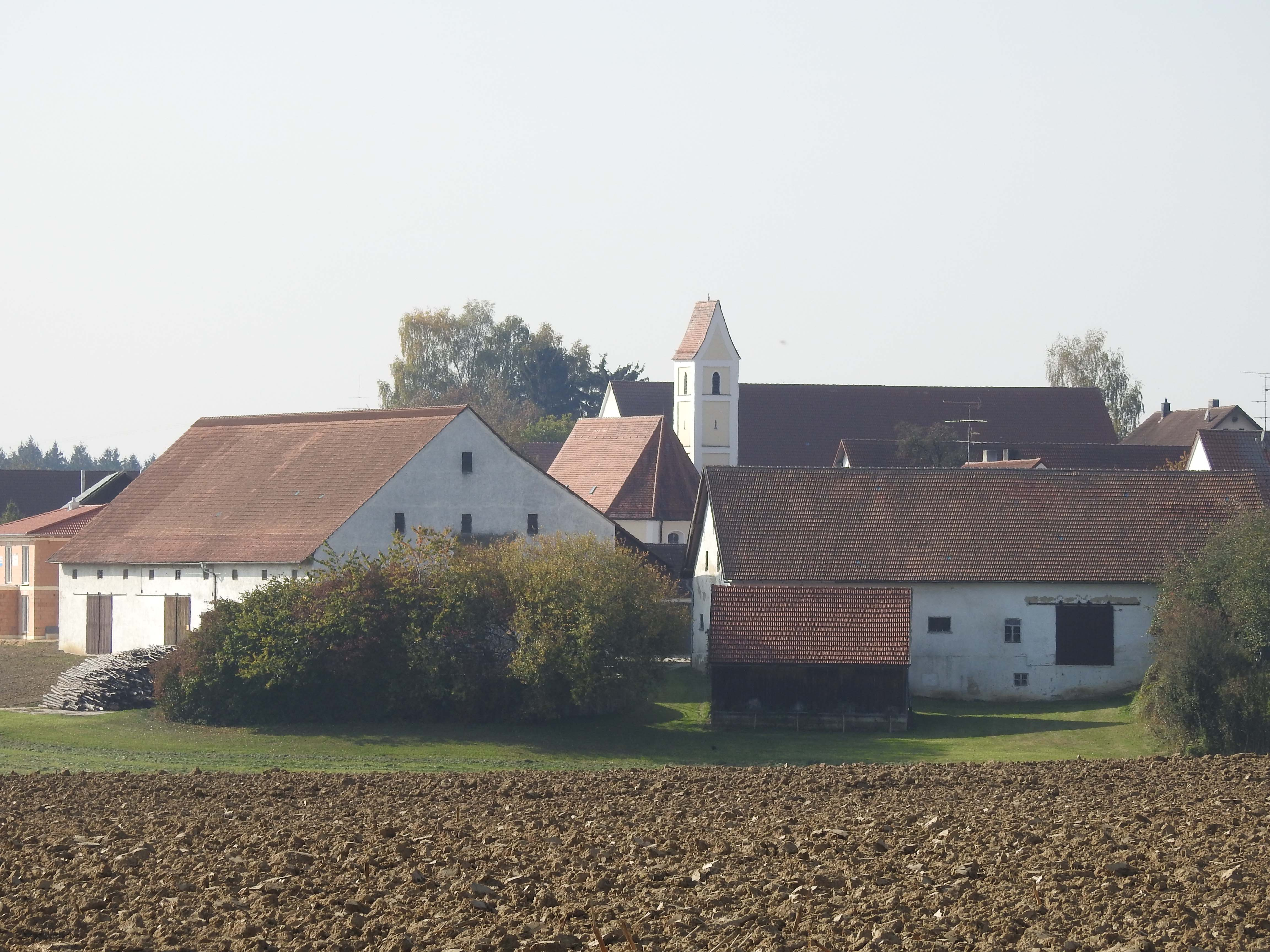
Kiemertshofen von Osten

Kiemertshofen ist ein Kirchdorf und Ortsteil des Marktes Altomünster im oberbayrischen Landkreis Dachau und hat rund 203 Einwohner.

Zur Gemarkung Kiemertshofen gehören auch noch der Weiler Radenzhofen und die Einöden Oberschröttenloh und Schloßberg.

## Lage
Kiemertshofen befindet sich in 532 Metern Höhe im Westen des Gemeindegebiets von Altomünster und grenzt an die Gemeinde Sielenbach. Straßenverbindungen bestehen zur Kerngemeinde Altomünster, nach Odelzhausen, Sielenbach und Adelzhausen. Die Straßenbezeichnung „Alter Römerweg“ erinnert an eine Straßenführung durch den Ort aus der Römerzeit. Diese war Teil der Verbindung Augsburg – Wels, welche sowohl zu Handelszwecken als auch zur Truppenbewegung genutzt wurde.

## Geschichte
Erstmals erwähnt wurde der Ort um 1260 als Kunegundeshoven (Hof der Kunigunde); im Lauf der Jahrhunderte hat sich dann der Ortsname zu Kiemertshofen verschliffen. Bis zum Jahr 1976 war Kiemertshofen eine eigenständige Gemeinde, welche im Jahr 1818 entstand und auch Radenzhofen sowie die Einöden Schloßberg und Oberschröttenloh umfasste. Am 1. Januar 1977 wurde Kiemertshofen dann im Zuge der Gemeindegebietsreform nach Altomünster eingemeindet.
Kirchlich war Kiemertshofen stets eine Filiale der Pfarrei Tödtenried (heute zu Sielenbach gehörig).

## Sehenswürdigkeiten
- Filialkirche St. Nikolaus, deren Altarraum und Turm aus dem 15. Jahrhundert stammen. Das Kirchenschiff wurde später barock umgestaltet.
- Dorfgemeinschaftshaus, 2006 eröffnet.
- Alte Linde im Unterdorf, an der die Dorfjugend seit 2005 jährlich ein Lindenfest veranstaltet.

## Vereine
In Kiemertshofen existieren eine Freiwillige Feuerwehr sowie der Schützenverein Eichenlaub Kiemertshofen 1925. Im Jahr 2009 wurden zudem die Schnupftaducks Kiemertshofen e. V., welche sich den Erhalt des bayerischen Brauchtums, insbesondere des Schnupfens, zum Ziel gesetzt haben, gegründet.

## Veranstaltungen
Im Sommer 2012 veranstalteten die Schnupftaducks Kiemertshofen e. V. erstmals ein Fußballturnier, an dem Vereine aus der Umgebung teilnahmen. Dieses erste Turnier konnten die Veranstalter zu ihren Gunsten entscheiden. Seitdem findet das Turnier jährlich statt.